# Crijevne zarazne bolesti
Crijevne zaraze bolesti jedne su od najčešćih zaraznih bolesti (oko 20% svih zaraznih bolesti čine crijevne). Otprilike 1 milijarda ljudi godišnje u svijetu oboli od ovih bolesti, a čak 5 milijuna djece u dobi do 5 godina godišnje umire od crijevnih zaraznih bolesti.

## Uzročnici
Uzročnik crijevne bolesti može biti bakterija (ili njeni toksini), virus, gljivica, parazit ili prion. 
Dakako, njihova učestalost obrnuto je proporcionalna higijenskim navikama populacije. Bakteriološki neispravna hrana ili voda najčešći su uzroci crijevnih zaraza, ali to mogu biti i loše higijenske navike. Primjerice, kolera je u povijesti bila čest uzrok crijevnih infekcija i smrti i to samo zbog nečiste vode za piće. Valja napomenuti da mnoge se osobe zaraze raznim crijevnim zarazama ako putuju u daleke zemlje. Naime, često je lokalno stanovništvo naviknuto na određene mikroorganizme (inače patogene) koji obitavaju u njihovoj vodi za piće i njihovoj hrani pa se kod njega ne manifestira bolest. Stoga pridošlica lako može zaraditi bolest zbog neotpornosti ako se ne pridržava određenih pravila (ne jesti domorodačku hranu niti piti vodu koje lokalno stanovništvo pije). 
Neki od mikroorganizama koje napadaju probavni trakt jesu:
- Campylobacter - najčešći je razlog zaraze pri putovanjima u zemlje u razvoju
- Vibrio cholerae - uzročnik kolere
- Salmonella - uzročnik gastroenteritisa i trbušnog tifusa
- Escherichia Coli
- Klebsiella pneumophila
- Shigella dysenteriae - uzročnik bacilarne dizenterije
- Yersinia enterocolitica - uzročnica gastroenterokolitisa
- Clostridium botulinum - uzročnik botulizma
- Clostridium difficile - uzročnik pseudomembranoznog kolitisa
- Clostridium perfringens
- Candida albicans
- Entamoeba histolytica - ameba uzročnica amebne dizenterije

Bakterije luče toksine koji uzrokuju jak proljev. Takvi toksini mogu oštetiti crijevnu stijenku, a također izazvati i jaku po život opasnu dehidraciju i disbalans elektrolita. Ulaskom toksina u krvotok nastaje stanje groznice i bolest poprima sistemska obilježja. Karakteristična je pjenasta tekuća stolica neugodnog mirisa. 
Ako se radi o lakšem obliku crijevnih infekcija primjenjuje se strategija evakuacije toksina iz crijeva pogodnim adsorbensom (aktivni ugljen, kaolin), sprječava se dehidracija otopinama elektrolita (rehidracijska sol) i nastoji se uspostaviti normalna crijevna flora primjenom živih klica mliječnih bakterija. Dakako, prije svega je bitno provesti stroge dijetetske mjere (lagana prehrana) 
U težim oblicima crijevnih infekcija slijedi hospitalizacija, primjena infuzije, te lijekova kao što su kotrimoksazol. 
U slučajevima crijevnih zaraza nije uputno upotrebljavati antidijaroike kao što je loperamid, jer se time blokira motilitet crijeva, toksini se duže vrijeme zadržavaju u crijevu i povećava se opasnost od apsorpcije toksina u krvotok.

## Prevencija
Neki od načina kako prevenirati crijevne zarazne bolesti su:
- zdravstveni odgoj pučanstva o važnosti higijene
- nadzor na namirnicama (proizvodnji, preradi i distribuciji)
- vodoopskrba pučanstva (ispravnom vodom)
- odvodnja otpada i rješavanje problema fekalija
- kontrola kliconoštva (otkrivanje, nadzor i edukacija)